# Stenocarpus phyllodineus
Stenocarpus phyllodineus är en tvåhjärtbladig växtart som beskrevs av Spencer Le Marchant Moore. Stenocarpus phyllodineus ingår i släktet Stenocarpus och familjen Proteaceae. Inga underarter finns listade i Catalogue of Life.